# قراتشايفسك
قراتشايفسك (بالروسية: Карачаевск) هي إحدى مدن روسيا في الكيان الفدرالي الروسي قراتشاي - تشيركيسيا.

## أعلام
- ألكساندر تشيفادزه